# Ori Kaplan
Ori Kaplan es un saxofonista de jazz proveniente de Israel. Se mudó a los Estados Unidos en el año 1991. Ha trabajado con Tom Abbs y con Balkan Beat Box.

## Carrera

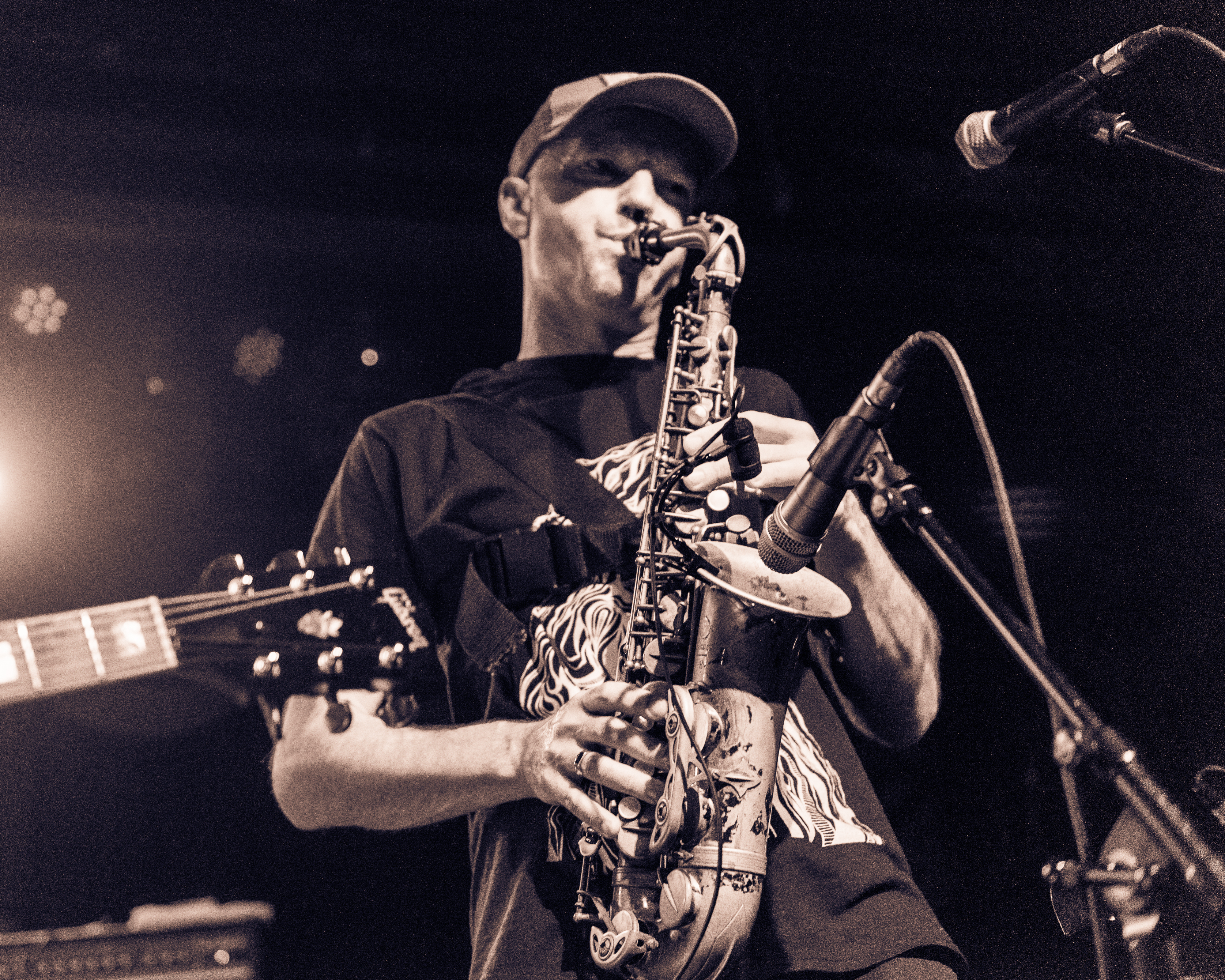
Ori Kaplan con Balkan Beat Box - Brooklyn Bowl, 2016

La primera banda con la que tocó Kaplan fue DXM. Una banda clandestina de Tel Aviv. Eligió tocar en DXM antes que tomar lecciones de clarinete.
Vivió en Israel hasta 1991, que es cuando emigró a EE. UU. Después de obtener un título en el Mannes College en 1996, Kaplan formó un grupo con Tom Abbs y Geoff Mann llamado ``Trio Plus´´. El trío se transformó en un cuarteto cuando se unió Steve Swell en 1997.
En el mismo año, Kaplan se unió a muchos proyectos relacionados con el jazz de la Knitting Factory.
Kaplan se unió a la banda de rock Firewater en 1998 y realizó giras por Estados Unidos y por Europa. También formó ``Ori Kaplan Percussion Ensemble´´ con Susie Ibarra, Geoff Mann y Andrew Bemkey.
Se unió a la banda Gogol Bordello y estuvo de gira con ellos entre los años 2001 y 2004. En ese último año, formó Balkan Beat Box con Tamir Muskat. La banda ha estado de gira por todo el mundo y ha lanzado 3 discos.

## Discografía
- Blue Eyed Black Boy Balkan Beat Box 2010
- Balkan Beat Box Nu Med - Crammed Disc, Jdub Records
- Balkan Beat Box Balkan Beat Box - Essay Recordings, Jdub Records
- JUF (Gogol Bordello VS. Tamir Muskat) - Stinky Records
- Man on the Burning Tightrope - Firewater Jetset Records
- Multi Kontra Culti - Gogol Bordello Rubric Records
- Le Magus - Ori Kaplan Shaat'nez Band - KFW 307
- William Parker's Little Huey - Mayor Of Punkville - AUM Fidelity
- Realms - Ori Kaplan Trio Plus - CIMP
- Cries of Disillusion - Kaplan with Assif Tsahar, Daniel Sarid, Bob Meyer, Oded
- Goldshmidt - Third Ear Records
- Delirium - Ori Kaplan 4tet (Trio Plus Steve Swell)- CIMP
- Gongol - Ori Kaplan Percussion Ensemble with Susie Ibarra - KFW 284